# Imid
Imíd je v organski kemiji funkcionalna skupina, sestavljena iz dveh acilnih skupin, povezanih preko dušika. Te spojine so strukturno sorodne kislinskim anhidridom, čeprav so imidi odpornejši proti hidrolizi. V smislu komercialne uporabe so amidi najbolj znani kot komponente polimerov visoke trdnosti.

## Nomenklatura
Večidel imidov je cikličnih spojin, pridobljenih iz dikarboksilnih kislin, njihova imena pa odražajo izvorno kislino, iz katere nastanejo. Primera sta sukcinimid, pridobljen iz jantarne kisline, in ftalimid, pridobljen iz ftalne kisline. Za imide, ki izhajajo iz aminov (v nasprotju z amonijakom), se N-substituent označi s predpono. Na primer, N-etilsukcinimid izhaja iz jantarne kisline in etilamina. Izoimidi so izomeri normalnih imidov in imajo formulo RC(O)OC(NR')R". Pogosto so intermediati, ki se pretvorijo v bolj simetrične amide. Organske spojine, imenovane karbodiimidi, imajo formulo RN=C=NR in niso neposredno v povezavi z imidi.

## Lastnosti
Ker so zelo polarni, so imidi dobro topni v polarnih topilih. N–H center amidov, ki izhajajo iz amonijaka, je kisel in je lahko donor vodikove vezi. Za razliko od strukturno sorodnih kislinski anhidridov so imidi odporni proti hidrolizi in nekatere lahko celo prekristaliziramo iz vrele vode.

## Priprava
Najpogostejši imidi se pripravljajo s segrevanjem dikarboksilne kisline ali njenega anhidrida ter amonijaka ali primarnega amina. Rezultat je reakcija kondenzacije:
(RCO)2O + R'NH2 → (RCO)2RN' + H2O
Ta reakcija se nadaljuje preko amidnega intermediata. Intramolekularna reakcija karboksilne kisline z amidom je zdaleč hitrejša kot intermolekularna reakcijo, ki jo le redko srečamo.
Prav tako se lahko imidi proizvajajo s pomočjo oksidacije amida, še posebej, če se sinteza začne z laktamom.
R(CO)NHCH2R' + 2 [O] → R(CO)N(CO)R' + H2O
Nekatere imide lahko pripravimo z mummovo premestitvijo iz izoimida v imid.

## Reakcije
Za imide, ki izhajajo iz amonijaka, velja, da je njihov N–H center šibko kisel. Soli imidov z alkalijskimi kovinami se torej lahko pripravijo s konvencionalnimi bazami, kot je kalijev hidroksid. Konjugirana baza ftalimida je kalijev ftalimid. Ftalimidni anion se lahko alkilira do N-alkilimida, slednji pa se lahko reducira do primarnega amina. Močni nukleofili, kot sta kalijev hidroksid ali hidrazin, se uporabljajo v koraku sproščanja.
Obdelovanje imida s halogenom in z bazo daje N-halo derivate. Uporabna primera v organski sintezi sta N-klorosukcinimid in N-bromosukcinimid, ki služita kot vir Cl+ in Br+.

### Kislinska hidroliza imida
Imidi so načeloma odporni proti hidrolizi, bistveno bolj od amidov, a pod ekstremnimi pogoji, kot je 24-urni refluks 3-molarne klorovodikove kisline, se imidna vez cepi na karboksilno kislino ali primarni amin.

### Imidi v koordinacijski kemiji
Imid kot ligand v koordinacijski kemiji ima formulo NR. Imidoligandi s kovinami tvorijo multiple vezi. V nekaterih spojinah tipa M-N-C je kot enak 180 °, vendar je kot pogosto bistveno manjši. Izvorni imid (NH2-) je intermediat v fiksaciji dušika s sintetičnimi katalizatorji.